# Publius Acilius Attianus
Publius Acilius Attianus war ein römischer Ritter und unter Trajan und Hadrian neben seinem Amtskollegen Servius Sulpicius Similis Prätorianerpräfekt.
Attianus stammte aus der Familie der Acilier. Er war in Hadrians Jugend zusammen mit Trajan sein Vormund und Hadrian besonders ergeben. Bei Trajans Tod im Jahr 117 weilte er mit Kaiserin Plotina in unmittelbarer Nähe des Sterbenden und unterstützte die Machtübernahme Hadrians, indem er die angebliche Adoption Hadrians durch Trajan auf dessen Sterbebett bezeugte. Kurze Zeit später ließ er als Prätorianerpräfekt vier wichtige Militärkommandanten Trajans hinrichten (Avidius Nigrinus, Aulus Cornelius Palma Frontonianus, Lucius Publilius Celsus und Lusius Quietus), die im Verdacht standen, Hadrians Machtübernahme zu missbilligen und gewaltsam dagegen vorgehen zu wollen. Diese Aktion führte zu so starken Spannungen mit dem Senat, dass Hadrian nach seinem Eintreffen in Rom Attianus als Sündenbock demonstrativ seines Amtes enthob, um die Senatoren zu beschwichtigen. Überdies behauptete der Kaiser, nichts von den Hinrichtungen gewusst zu haben; doch wurde ihm dies nicht geglaubt, und sein Verhältnis zum Senat blieb auch dann noch schwierig, als er versprochen hatte, künftig keine Senatoren mehr hinrichten zu lassen. Sein Verhältnis zu Attianus blieb unbelastet. 